# Comuna Laško
Laško (Občina Laško) este o comună din Slovenia, cu o populație de 13.730 de locuitori (2002).

## Localități
Belovo, Blatni Vrh, Brezno, Brodnice, Brstnik, Brstovnica, Bukovca, Curnovec, Debro, Doblatina, Dol pri Laškem, Gabrno, Globoko, Govce, Gozdec, Gračnica, Harje, Huda Jama, Jagoče, Jurklošter, Kladje, Klenovo, Konc, Kuretno, Lahomno, Lahomšek, Lahov Graben, Laška vas, Laško, Laziše, Leskovca, Lipni Dol, Lokavec, Lože, Mačkovec, Mala Breza, Male Grahovše, Marija Gradec, Marijina vas, Modrič, Mrzlo Polje, Obrežje pri Zidanem Mostu, Ojstro, Olešče, Padež, Paneče, Plazovje, Polana, Povčeno, Požnica, Radoblje, Reka, Rifengozd, Rimske Toplice, Sedraž, Selo nad Laškim, Senožete, Sevce, Slivno, Spodnja Rečica, Stopce, Strensko, Strmca, Suhadol, Šentrupert, Širje, Škofce, Šmihel, Šmohor, Tevče, Tovsto, Trnov Hrib, Trnovo, Trobni Dol, Trojno, Udmat, Velike Gorelce, Velike Grahovše, Veliko Širje, Vodiško, Vrh nad Laškim, Zabrež, Zgornja Rečica, Zidani Most, Žigon